# 공력가열
공력가열(空力加熱, aerodynamic heating)은 빠른 속도로 비행하는 비행체가 주변 공기와의 마찰로 인해 발생하는 받는 열을 말한다. 보통의 경우 초음속으로 비행하는 전투기, 미사일, 로켓 등이 이에 해당하며, 주변공기가 빠르게 비행하는 물체 표면과 만나면서 급격한 속도 변화를 일으키고, 이로 인한 공기의 전단응력에 의해서 열이 발생한다. 공력가열이 가장 큰 경우는 대기권 진입 과정에 있는 우주 비행체이며 이 때의 마하수는 10이상이다. 초기의 우주선들은 바우 쇼크로 열을 주변의 대기에 분산시키려고 둔한 모양으로 제작하였고, 열 차폐막을 만들어 열 차페막이 녹게 하여 우주선에게 직접적으로 미치는 영향을 줄이려고 하였다. 우주왕복선에서는 탄소섬유강화합성물 패널을 사용하여 공력가열을 줄이려고 하였고, STS-107 참사는 이 탄소섬유강화합성물 패널이 연료 탱크에서 떨어져 나온 절연체에 의해 파괴되어, 대기권 진입 중 공력가열로 인해 발생하였다. 대부분의 운석이 대기권에서 타버리는 원인이며 두꺼운 단열재로 보호되지 않으면 우주 비행체도 타버리고 만다. 공력가열을 지상에서 시험하기 위해 극초음속 풍동이나 아크젯 터널이 사용되곤 한다.